# Phrygionis fratercula
Phrygionis fratercula är en fjärilsart som beskrevs av W. Warren 1906. Phrygionis fratercula ingår i släktet Phrygionis och familjen mätare. Inga underarter finns listade i Catalogue of Life.